# Coptosoma scutellatum

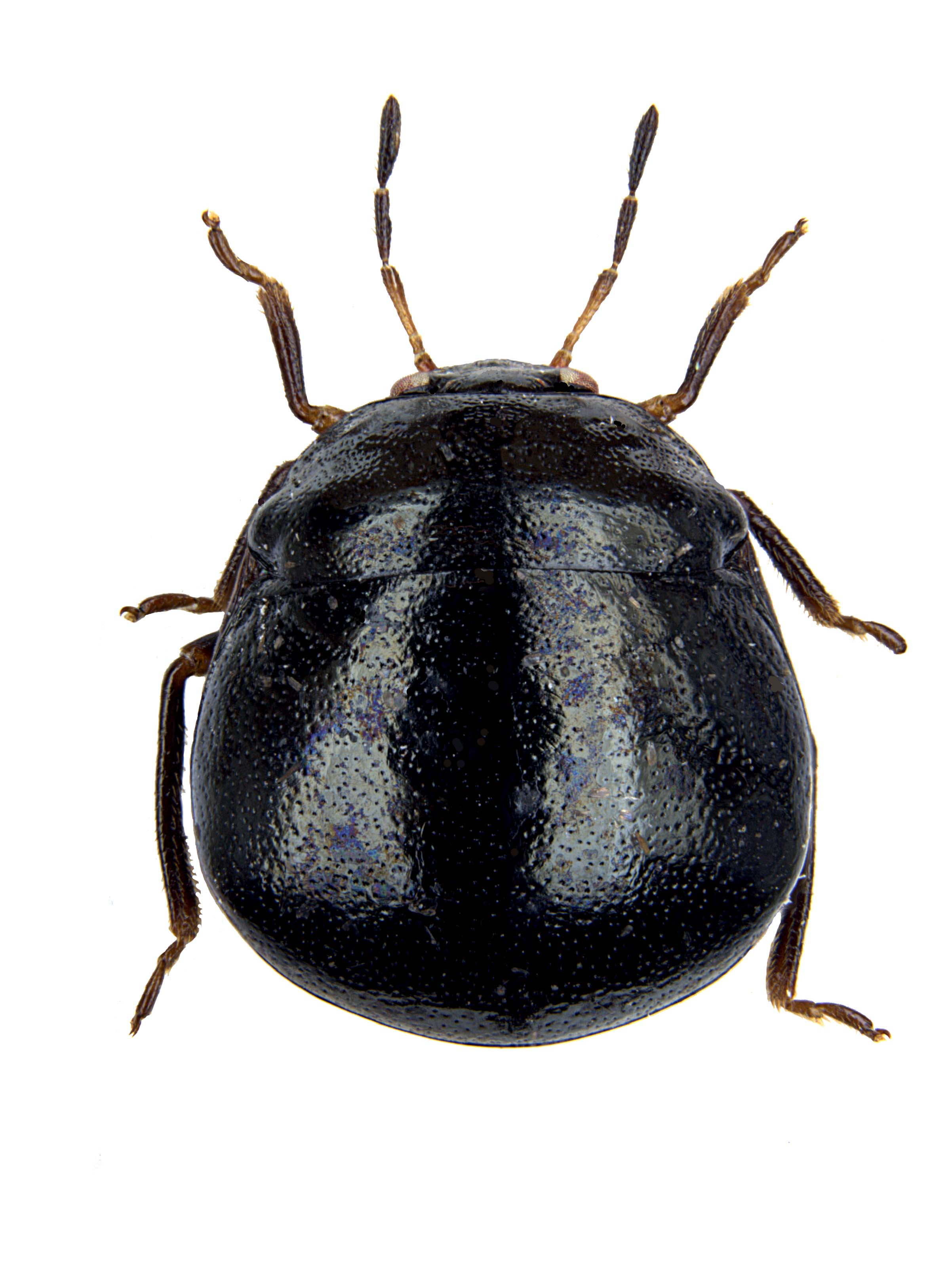
Präparat

Coptosoma scutellatum, auch Kugelwanze genannt, ist eine Wanzenart aus der Familie der Kugelwanzen (Plataspididae). Sie ist die einzige Art ihrer Familie in Mitteleuropa.

## Merkmale
Die Wanzen werden 3,7 bis 4,6 Millimeter lang. Ihr kugeliger Körper ist glänzend schwarz gefärbt, häufig mit grünem, blauem oder bronzefarbigem Glanz. Die Seitenränder des Hinterleibs sind gelb gefärbt, ein gelber Fleck befindet sich außerdem vor jedem Stigma.

## Verbreitung und Lebensraum
Die Art ist im Süden Europas und Asiens von Nordafrika bis nach China, Korea und Japan verbreitet. In Europa fehlt sie auf den Britischen Inseln und im Norden. In Deutschland ist sie vor allem im Süden und Osten, vereinzelt aber auch bis zum Nordrand der Mittelgebirge und in Brandenburg nachgewiesen. In den Alpen ist sie vor allem in den Tälern verbreitet, kann aber bei guten Bedingungen bis 1000 Meter Seehöhe angetroffen werden. Die wärmeliebende Art besiedelt trockene und warme Lebensräume. Im Süden Europas findet man die Art häufig auf Kalk- und Lehmböden, weiter im Norden auch auf sandigen Böden.

## Lebensweise
Coptosoma scutellatum ernährt sich von Hülsenfrüchtlern (Fabaceae). Im Süden Deutschlands bevorzugt sie Bunte Kronwicke (Coronilla varia), weiter nördlich, wo diese Pflanze nicht mehr auftritt, findet man sie auch an anderen Hülsenfrüchtlern, wie Schneckenklee (Medicago), Hornklee (Lotus), Tragant (Astragalus), Wicken (Vicia), Esparsetten (Onobrychis), Ginster (Genista) oder Hauhecheln (Ononis).
Bei Störung lassen sich die Tiere zu Boden fallen und stellen sich tot. Die Überwinterung erfolgt im dritten oder vierten Nymphenstadium in der Bodenstreu. Adulte Wanzen treten ab Ende Mai auf. Im Juni und Juli paaren sie sich und legen ihre Eier im Juli und August ab. Dies erfolgt in Doppelreihen von bis zu 12 Stück auf beiden Seiten der Blätter der Nahrungspflanzen. Adulte Wanzen kann man bis in den September beobachten.

## Belege